# Oogappels
Oogappels is een Nederlandse televisieserie die sinds januari 2019 door BNNVARA wordt uitgezonden op NPO 1. De regie is in handen van Will Koopman, Antoinette Beumer en André van Duren. Koopman is eveneens de bedenker van de serie. De scenarioschrijvers zijn Roos Ouwehand en Lex Passchier.
De serie wordt grotendeels opgenomen in en rondom Amersfoort in de provincie Utrecht en gaat over vier verschillende gezinnen in een middelgrote Nederlandse stad. In 2023 won het programma de Gouden Televizier-Ring.

## Rolverdeling

### Hoofdpersonages
| Acteur               | Rol              | Seizoen |
| -------------------- | ---------------- | ------- |
| Malou Gorter         | Merel van Voorst | 1–heden |
| Ramsey Nasr          | Erik Larooi      | 1–heden |
| Eva Van der Gucht    | Carola Metsers   | 1–heden |
| Mike Libanon         | Marcel Metsers   | 1–heden |
| Bracha van Doesburgh | Fabie Schneeman  | 1–heden |
| Jeroen Spitzenberger | Tim Meijer       | 1–heden |
| Juna de Leeuw        | Hansje Meijer    | 1–heden |
| Noah de Nooij        | Danny Metsers    | 1–heden |
| Susan Radder         | Lieke Meijer     | 1–heden |
| Maas Bronkhuyzen     | Mees Zwagerman   | 1–heden |
| Vera de Vries        | Pip Zwagerman    | 1–heden |
| Thor Braun           | Chris Larooi     | 1–heden |
| Ciraj Amalal         | Max Meijer       | 1–heden |
| Maryam Hassouni      | Dina Amrani      | 1       |
| Sam Ghilane          | Dina Amrani      | 2–heden |
| Aiko Beemsterboer    | Nina Sluiters    | 2–heden |

### Overige personages
| Acteur               | Rol                             | Seizoen    |
| -------------------- | ------------------------------- | ---------- |
| Jaap Spijkers        | Johan Schneeman (Vader Fabie)   | 1–heden    |
| Jacqueline Blom      | Ella Schneeman (Moeder Fabie)   | 1–heden    |
| Loes Luca            | Ingrid Bouwhuis (Moeder Carola) | 1–heden    |
| Peter Bolhuis        | John Bouwhuis (Vader Carola)    | 1–heden    |
| John Serkei          | Wesley Metsers (Vader Marcel)   | 1–heden    |
| Helen Kamperveen     | Maria Metsers (Moeder Marcel)   | 1–heden    |
| Sabri Saad El Hamus  | Vader Dina                      | 1–heden    |
| Fadoua Hamzaoui      | Moeder Dina                     | 1–heden    |
| Beppie Melissen      | Miranda (Moeder Tim)            | 1–heden    |
| René Groothof        | Jan Hendrik Meijer (Vader Tim)  | 1–heden    |
| Edda Barends         | Claire Larooi (Moeder Erik)     | 1–heden    |
| Guido Pollemans      | Martin Zwagerman                | 1–heden    |
| Hajo Bruins          | Meneer Vermeulen                | 2–heden    |
| Carola Arons         | Moeder Nina                     | 2–heden    |
| Moos Boeke           | Sammie                          | 3–heden    |
| Evrim Akyigit        | Hannah, vriendin Erik           | 3–heden    |
| Joke Tjalsma         | Petra                           | 3–heden    |
| Tamar van den Dop    | Gwen Larooi                     | 3–heden    |
| Christine de Boer    | Erna, buurvrouw Merel           | 3–heden    |
| Bob Ott              | Bob, vriend Hansje              | 3–heden    |
| Kasper van Kooten    | Bastiaan Koolhaas               | 3, 5-heden |
| Minne Koole          | Laszlo, vriend Fabie            | 5–heden    |
| Ali Ben Horsting     | Vader Nina                      | 5–heden    |
| Idriss Nabil         | Wouter                          | 5–heden    |
| Aron Elstak          | Frenkie, broer Marcel           | 5-heden    |
| Sabrina van Halderen | Esther, zus Marcel              | 5-heden    |
| Romijn Conen         | Therapeut                       | 6-heden    |

### Voormalige personages
| Acteur               | Rol                            | Seizoen |
| -------------------- | ------------------------------ | ------- |
| Hans Croiset         | Lodewijk Larooi (Vader Erik) † | 1–5     |
| Emma Josten          | Kim, vriendin Danny            | 1–2, 4  |
| Gijs de Lange        | Karel, baas Merel              | 1–3     |
| Daniël Boissevain    | Tarik                          | 1–3     |
| Nettie Blanken       | Moeder Merel †                 | 1–2, 6  |
| Stefan Rokebrand     | Ruud, beveiliger               | 1–2     |
| Bram van der Heijden | Mingus, rijinstructeur         | 1–2     |
| Ellis van den Brink  | Oma Nel, Moeder van Martin     | 1       |
| Lieneke le Roux      | Mevrouw Van Geels              | 1       |
| Pepijn Schoneveld    | Sebastiani Elsenburg           | 1       |
| Maarten Heijmans     | Ramses Buitendijk              | 1       |
| Robin Boissevain     | Milan                          | 1       |
| Rein Hofman          | Collega Dina                   | 1       |
| Tonko Bossen         | Titus                          | 1       |
| Thijs Boermans       | Joris                          | 1       |
| Aafke Buringh        | Iris                           | 1       |
| Martijn Nieuwerf     | Harold Hogenboom               | 1       |
| Noah Valentyn        | Mauro                          | 2–3     |
| Rohan Timmermans     | Bram                           | 2–3     |
| Ricky Koole          | Marieke, conrector             | 2–3     |
| Leo Alkemade         | Frank, verpleegkundige         | 2       |
| Eric van Sauers      | Patrick, buurman Merel         | 3–5     |
| Mark Rietman         | Maarten, collega Merel         | 3–4, 6  |
| Matteo van der Grijn | Bart                           | 3–4, 6  |
| Thijs Römer          | Ronald Zwagerman               | 3–4     |
| Selin Akkulak        | Nilgün                         | 3–4     |
| Bauke van Boheemen   | Jeroen, vriend Pip             | 4–5     |
| Tim Haars            | Willem, vriend Fabie           | 4–5     |
| Plien van Bennekom   | Moeder Jeroen                  | 4–5     |
| Loes Haverkort       | Jasmijn                        | 4–5     |
| Annet Malherbe       | Tonnie, rijinstructrice        | 4       |
| Reiky de Valk        | Jamiro, leerling van Dina      | 4       |
| Ellen Pieters        | Moeder Bob                     | 4       |
| Ruben Lürsen         | Vader Jeroen                   | 4       |
| Anna Lubach          | Linde, vriendin Max            | 5–6     |

## Afleveringen

### Seizoen 1
| Afl.    | Datum            | Kijkcijfers |
| ------- | ---------------- | ----------- |
| 1 (1)   | 24 januari 2019  | 1.057.000   |
| 2 (2)   | 31 januari 2019  | 1.173.000   |
| 3 (3)   | 7 februari 2019  | 1.202.000   |
| 4 (4)   | 14 februari 2019 | 1.062.000   |
| 5 (5)   | 21 februari 2019 | 1.002.000   |
| 6 (6)   | 28 februari 2019 | 1.042.000   |
| 7 (7)   | 7 maart 2019     | 1.124.000   |
| 8 (8)   | 14 maart 2019    | 1.167.000   |
| 9 (9)   | 21 maart 2019    | 1.029.000   |
| 10 (10) | 28 maart 2019    | 1.124.000   |

### Seizoen 2
| Afl.    | Titel                              | Datum            | Kijkcijfers |
| ------- | ---------------------------------- | ---------------- | ----------- |
| 1 (11)  | En ze leefden nog lang en gelukkig | 27 februari 2020 | 776.000     |
| 2 (12)  | Prinsjes en Prinsesjes             | 5 maart 2020     | 938.000     |
| 3 (13)  | Seksuele opvoeding voor beginners  | 12 maart 2020    | 1.276.000   |
| 4 (14)  | Erbij of niet erbij, da's de vraag | 19 maart 2020    | 1.299.000   |
| 5 (15)  | Ga je schamen!                     | 26 maart 2020    | 1.355.000   |
| 6 (16)  | Het groene monster                 | 2 april 2020     | 1.263.000   |
| 7 (17)  | Horen, zien en zwijgen             | 16 april 2020    | 1.306.000   |
| 8 (18)  | Tussen droom en daad               | 23 april 2020    | 1.326.000   |
| 9 (19)  | Schuld en boete                    | 30 april 2020    | 1.257.000   |
| 10 (20) | Helemaal perfect                   | 7 mei 2020       | 1.227.000   |

### Seizoen 3
| Afl.    | Titel               | Datum         | Kijkcijfers |
| ------- | ------------------- | ------------- | ----------- |
| 1 (21)  | Pokerface           | 24 maart 2021 | 1.524.000   |
| 2 (22)  | Alleen op de wereld | 31 maart 2021 | 1.425.000   |
| 3 (23)  | Respect!            | 7 april 2021  | 1.624.000   |
| 4 (24)  | Een voor allen      | 14 april 2021 | 1.436.000   |
| 5 (25)  | Mars en Venus       | 21 april 2021 | 1.432.000   |
| 6 (26)  | Druk en drugs       | 28 april 2021 | 1.370.000   |
| 7 (27)  | Grote verwachtingen | 12 mei 2021   | 1.359.000   |
| 8 (28)  | Dezen en genen      | 19 mei 2021   | 1.292.000   |
| 9 (29)  | In vuur en vlam     | 26 mei 2021   | 1.300.000   |
| 10 (30) | Back to the future  | 2 juni 2021   | 1.054.000   |

### Seizoen 4
| Afl.    | Titel                      | Datum             | Kijkcijfers |
| ------- | -------------------------- | ----------------- | ----------- |
| 1 (31)  | Nooit meer slapen          | 7 september 2022  | 1.293.000   |
| 2 (32)  | Want ik geloof in mij      | 14 september 2022 | 1.206.000   |
| 3 (33)  | Do not disturb             | 21 september 2022 | 1.279.000   |
| 4 (34)  | Toen was geluk heel gewoon | 28 september 2022 | 1.316.000   |
| 5 (35)  | Stap voor stap             | 5 oktober 2022    | 1.304.000   |
| 6 (36)  | Op je gezondheid!          | 12 oktober 2022   | 1.260.000   |
| 7 (37)  | Hokken en hokjes           | 19 oktober 2022   | 1.373.000   |
| 8 (38)  | Doe het zelf!              | 26 oktober 2022   | 1.221.000   |
| 9 (39)  | Aso!                       | 2 november 2022   | 1.473.000   |
| 10 (40) | Take it or leave it        | 9 november 2022   | 1.502.000   |

### Seizoen 5
| Afl.    | Titel                         | Datum             | Kijkcijfers |
| ------- | ----------------------------- | ----------------- | ----------- |
| 1 (41)  | Partir c'est mourir un peu    | 13 september 2023 | 1.325.000   |
| 2 (42)  | Solo                          | 20 september 2023 | 1.195.000   |
| 3 (43)  | Ik stond erbij en keek ernaar | 27 september 2023 | 1.180.000   |
| 4 (44)  | Trust me!                     | 4 oktober 2023    | 1.261.000   |
| 5 (45)  | Leren leven                   | 11 oktober 2023   | 1.226.000   |
| 6 (46)  | Er was eens...                | 18 oktober 2023   | 1.385.000   |
| 7 (47)  | Oost West                     | 25 oktober 2023   | 1.306.000   |
| 8 (48)  | Geen commentaar!              | 1 november 2023   | 1.426.000   |
| 9 (49)  | Met hand en tand              | 8 november 2023   | 1.328.000   |
| 10 (50) | Slotsom                       | 15 november 2023  | 1.517.000   |

### Seizoen 6
| Afl.    | Titel                              | Datum            | Kijkcijfers |
| ------- | ---------------------------------- | ---------------- | ----------- |
| 1 (51)  | Buigen of barsten                  | 16 oktober 2024  | 1.584.000   |
| 2 (52)  | Less is More                       | 23 oktober 2024  | 1.460.000   |
| 3 (53)  | Spoken                             | 30 oktober 2024  | 1.461.000   |
| 4 (54)  | Talk to Me                         | 6 november 2024  | 1.302.000   |
| 5 (55)  | Ben ik in beeld                    | 13 november 2024 | 1.448.000   |
| 6 (56)  | Vluchten kan niet meer             | 20 november 2024 | 1.428.000   |
| 7 (57)  | Count on Me                        | 27 november 2024 | 1.427.000   |
| 8 (58)  | Money Money Money                  | 4 december 2024  | 1.371.000   |
| 9 (59)  | Sorry seems to be the hardest Word | 11 december 2024 | 1.395.000   |
| 10 (60) | Vol verwachting klopt ons hart     | 18 december 2024 | 1.304.000   |

## Kerstappels
Op 22 december 2022 werd de film Kerstappels uitgezonden. Deze had inclusief uitgesteld kijken 1.843.000 kijkers.

### Hoofdrollen
| Acteur               | Rol              |
| -------------------- | ---------------- |
| Malou Gorter         | Merel van Voorst |
| Ramsey Nasr          | Erik Larooi      |
| Eva Van der Gucht    | Carola Metsers   |
| Mike Libanon         | Marcel Metsers   |
| Bracha van Doesburgh | Fabie Schneeman  |
| Jeroen Spitzenberger | Tim Meijer       |
| Juna de Leeuw        | Hansje Meijer    |
| Noah de Nooij        | Danny Metsers    |
| Susan Radder         | Lieke Meijer     |
| Maas Bronkhuyzen     | Mees Zwagerman   |
| Vera de Vries        | Pip Zwagerman    |
| Thor Braun           | Chris Larooi     |
| Ciraj Amalal         | Max Meijer       |
| Sam Ghilane          | Dina Amrani      |
| Aiko Beemsterboer    | Nina Sluiters    |

### Overige rollen
| Acteur              | Rol                             |
| ------------------- | ------------------------------- |
| Jaap Spijkers       | Johan Schneeman (Vader Fabie)   |
| Jacqueline Blom     | Ella Schneeman (Moeder Fabie)   |
| Loes Luca           | Ingrid Bouwhuis (Moeder Carola) |
| Peter Bolhuis       | John Bouwhuis (Vader Carola)    |
| John Serkei         | Wesley Metsers (Vader Marcel)   |
| Helen Kamperveen    | Maria Metsers (Moeder Marcel)   |
| Sabri Saad El Hamus | Vader Dina                      |
| Fadoua Hamzaoui     | Moeder Dina                     |
| Beppie Melissen     | Miranda (Moeder Tim)            |
| René Groothof       | Jan Hendrik Meijer (Vader Tim)  |
| Edda Barends        | Claire Larooi (Moeder Erik)     |
| Hans Croiset        | Lodewijk Larooi (Vader Erik)    |
| Christine de Boer   | Erna, buurvrouw Merel           |
| Tim Haars           | Willem, vriend Fabie            |
| Bauke van Boheemen  | Jeroen, vriend Pip              |
| Plien van Bennekom  | Moeder Jeroen                   |
| Ruben Lürsen        | Vader Jeroen                    |
| Bruno Prent         | barman hotel                    |
| Ellis van den Brink | Oma Nel, Moeder van Martin      |

## Goudappels
Op 29 december 2024 werd de eindejaarsfilm Goudappels uitgezonden. Deze was al vanaf 26 december 2024 te streamen via NPO Start. Goudappels werd door 1.297.000 mensen bekeken.

### Hoofdrollen
| Acteur               | Rol              |
| -------------------- | ---------------- |
| Malou Gorter         | Merel van Voorst |
| Ramsey Nasr          | Erik Larooi      |
| Eva Van der Gucht    | Carola Metsers   |
| Mike Libanon         | Marcel Metsers   |
| Bracha van Doesburgh | Fabie Schneeman  |
| Jeroen Spitzenberger | Tim Meijer       |
| Juna de Leeuw        | Hansje Meijer    |
| Noah de Nooij        | Danny Metsers    |
| Susan Radder         | Lieke Meijer     |
| Maas Bronkhuyzen     | Mees Zwagerman   |
| Vera de Vries        | Pip Zwagerman    |
| Thor Braun           | Chris Larooi     |
| Ciraj Amalal         | Max Meijer       |
| Sam Ghilane          | Dina Amrani      |
| Aiko Beemsterboer    | Nina Sluiters    |

### Overige rollen
| Acteur                          | Rol                             |
| ------------------------------- | ------------------------------- |
| Jaap Spijkers                   | Johan Schneeman (Vader Fabie)   |
| Jacqueline Blom                 | Ella Schneeman (Moeder Fabie)   |
| Loes Luca                       | Ingrid Bouwhuis (Moeder Carola) |
| Peter Bolhuis                   | John Bouwhuis (Vader Carola)    |
| John Serkei                     | Wesley Metsers (Vader Marcel)   |
| Helen Kamperveen                | Maria Metsers (Moeder Marcel)   |
| Sabri Saad El Hamus             | Vader Dina                      |
| Beppie Melissen                 | Miranda (Moeder Tim)            |
| René Groothof                   | Jan Hendrik Meijer (Vader Tim)  |
| Edda Barends                    | Claire Larooi (Moeder Erik)     |
| Moos Boeke                      | Sammie                          |
| Bob Ott                         | Bob                             |
| Christine de Boer               | Erna Condari, buurvrouw Merel   |
| Evrim Akyigit                   | Hannah, vriendin Erik           |
| Minne Koole                     | Laszlo Wagenaar, vriend Fabie   |
| Idriss Nabil                    | Wouter, vriend Lieke            |
| Janni Goslinga                  | Esmé, vriendin Merel            |
| Kasper van Kooten               | Bastiaan Koolhaas               |
| Eric van Sauers                 | Patrick Conradi, buurman Merel  |
| Trudy de Jong                   | Jannetje Scheepmaker            |
| Matthijs van de Sande Bakhuyzen | Vader van Steven                |
| Sarah Chronis                   | Leonie                          |
| Juda Goslinga                   | Wegenwachtmonteur               |
| Pip Lieke Lucas                 | Vrouw aan de bar                |

## Prijzen en nominaties
Dit overzicht is mogelijk incompleet; u kunt helpen door het uit te breiden.
| Jaar | Prijs                        | Categorie                             | Resultaat   | Ref.        |
| ---- | ---------------------------- | ------------------------------------- | ----------- | ----------- |
| 2020 | Zilveren Nipkowschijf        | Zilveren Nipkowschijf                 | Genomineerd | [ 6 ]       |
| 2022 | Binge Streaming Video Awards | Beste Nederlandse Productie van 2022. | Gewonnen    | [ 7 ] [ 8 ] |
| 2023 | Zapp Awards                  | Favoriete Familieprogramma.           | Genomineerd | [ 9 ]       |
| 2023 | Gouden Televizier-Ring       | Gouden Televizier-Ring                | Gewonnen    | [ 10 ]      |